# Du lieber Weihnachtsmann
Albums de Mireille Mathieu
Das Beste aus den Jahren 1977-87
(1998) Die Welt ist schön Milord
(1999)
Du lieber Weihnachtsmann est une compilation de chants de Noël de la chanteuse française Mireille Mathieu publiée en 1999 en Allemagne chez Ariola. Cet album mêle chants de Noël allemands se trouvant initialement sur l'album de 1976 Und wieder wird es Weihnachtszeit chants de Noël français qui se trouve sur l'album de 1968 Le merveilleux petit monde de Mireille Mathieu chante Noël.

## Titres de la compilation
| 1.                     | Tochter Zion, Freue Dich      | Traditionnel, Georg Friedrich Händel       | 2:42 |
| 2.                     | Les anges dans nos campagnes  | Traditionnel                               | 3:10 |
| 3.                     | Es wird shon bald dunkel      | Traditionnel                               | 2:52 |
| 4.                     | Süßer die Glöcken nie klingen | Friedrich Wilhelm Kritzinger, Traditionnel | 2:47 |
| 5.                     | Noël Blanc                    | Francis Blanche, I. Berlin                 | 3:40 |
| 6.                     | Les enfants de Noël           | Roger Bethier, Paul Mauriat                | 2:34 |
| 7.                     | Aber Heidschi Bumbeidschi     | Traditionnel                               | 3:11 |
| 8.                     | Es ist ein Ros' entsprungen   | Traditionnel                               | 3:05 |
| 9.                     | Leise rieselt der Schnee      | Eduard Ebel                                | 2:08 |
| 10.                    | Weißer Winterwald             | Knud Schwielow, Félix Bernard              | 2:40 |
| 11.                    | Minuit Chrétiens              | Traditionnel                               | 3:26 |
| 12.                    | Du lieber Weihnachtsmann      | Jörg von Schenckendorff, Henri Martinet    | 3:38 |
| 13.                    | Vive le vent                  | Francis Blanche, James Pierpont            | 2:18 |
| 14.                    | O du fröhliche                | Traditionnel, Johannes Daniel Falk         | 3:54 |
| 15.                    | Herbei, o ihr gläubigen       | Traditionnel                               | 2:43 |
| 16.                    | Stille Nacht                  | Joseph Mohr, Franz Xaver Gruber            | 3:16 |
| 49 minutes 04 secondes |                               |                                            |      |